# Viaje con nosotros (canción)
«Viaje con nosotros» es una canción con letra de Eduardo Haro Ibars, Fernando González de Canales, Javier Gurruchaga, Luis Alberto de Cuenca e interpretada por la banda española de rock Orquesta Mondragón, que la incluyó en su segundo álbum de estudio Bon Voyage.

## Descripción
Se trata de una invitación a una experiencia de viaje imaginario, donde se busca la felicidad y la aventura a través de la lectura y la imaginación.
La canción fue número uno de la lista de Los 40 Principales la semana del 20 de septiembre de 1980.

## Versiones
En 2017 el cantante mexicano Aleks Syntek hizo la versión para posteriormente ser lanzada para su álbum Trasatlántico junto con otros exitos rockeros de bandas famosas.

## Posicionamiento en listas
| País   | Lista              | Mejor posición |
| ------ | ------------------ | -------------- |
| España | Los 40 principales | 10             |

## Premios y nominaciones
| Año  | Publicación | País | Lista                                 | Puesto |
| ---- | ----------- | ---- | ------------------------------------- | ------ |
| 2006 | Alborde     | EUA  | 500 canciones del Rock Iberoamericano | 427°   |